# Gmina Tudulinna
Gmina Tudulinna (est. Tudulinna vald) – gmina wiejska w Estonii, w prowincji Virumaa Wschodnia.
W skład gminy wchodzą:
- 1 okręg miejski: Tudulinna
- 9 wsi: Kellassaare, Lemmaku, Oonurme, Peressaare, Pikati, Rannapungerja, Roostoja, Sahargu, Tagajõe.